# Žužkojedi
Žužkojedi (znanstveno ime Insectivora), katere uvrščamo v 7 družin med njimi so tudi rovke, ježi, krti, rilčasti skakač. 
V večini so žužkojedi majhne živali s ošiljenimi smrčki in zobovjem, igličastih zob. Na nogah imajo ostre krempljaste prste in ploske podplate. V večini žužkojedi živijo na tleh ali podzemljo. Že njihovo ime pove, da se v večini prehranjujejo z žuželkami, vendar jedo tudi nevretenčarje, ličinke, nekateri večji žužkojedi pa tudi manjše miške, perutnino. 

## Rovke
Rovke (znanstveno ime Soricidae) so najštevičnejša družina žužkojedov, saj jih je približno 265 vrst. Rovke najdemo skoraj po celem svetu, kjer ne vlada hladno podnebje (Avstralija, Nova Zelandija, večji del Južne Amerike). Rovke so manjše živali podobne mišim, največkrat so prilagojene življenju na tleh, vendar so nekatere tudi vodne vrste, s šopi togih kocin na nogah za lažje gibanje v vodi.
Nekatere vrste rovk imajo v slini strupen izloček s katerim uspešno omrtviči nevretenčarje, vendar za večje živali ni škodljiv. Rovke imajo kar nekaj plenilcev, pred katerimi se branijo z ostrim vonjem, ki ga izločijo na strani telesa.
Rovke v zimskih dnevih ne zimujejo, saj si ne morejo zagotoviti zadostne količine rezervnih maščob. Tako so rovke zelo aktivne in v nenehnem pogonu. Po obroku kratek čas počivajo in nato že stikajo za novim obrokom, saj imajo hitri metabolizem za kar je potrebno nenehno prehranjevanje. Količina dnevno zaužite hrane je ekvivalentna njeni teži.

## Krti
Krt (znanstveno ime Talpidae), katerih poznamo 27 različnih vrst in so razširjeni le na severni strani poloble. Le ti so izredno prilagojeni na podzemno življenje in kopanje rovov, zato so sprednje noge mišičaste z široko lopatasto šapo.
Krti imajo gosto, žametasto krzno in zelo majhne zakrnele oči v večini so vrste krtov slepe. Tako, je njihov najpomembnejši čut ravno voh in tip na zelo občutljivem smrčku. Vodne krte imenujemo Dežmani in imajo plavalno kožico na zadnjih nogah. Ruski dežmani zrastejo do 40 cm in so še vedno ogroženi zaradi dragocenega krzna.

## Zlati krti
Zlati krti (znanstveno ime Chrysochloridae), katerih je pribižno  18 vrst in živijo samo v Afriki. Sicer so zlati krti zelo podobni navadnim krtom, a so v zelo daljnem sorodstvu. Ime so dobili po gostem kožuhu, ki se zlato ali bronasto lesketa. Tudi ta vrsta krta je slepa, vendar kljub temu lovijo tudi na zemlji, a le ponoči ali po deževju. Hranijo se z nevretenčarji in tudi z breznogimi kuščarji, ki merijo tudi do 20 cm, kar je dvakrat več od njih.

## Tenreki
Tenreki (znanstveno ime Tenrecidae) vseh 34 vrst iz družine tenrekov ali ježev ščetinarjev je razširjenih le na Madagaskarju in  Komorskem otočju. Na tem območju ni drugih žužkojedov, ravno zato so tenreki zavzeli to vlogo in se prilagodili načinu življenja žužkojedov. Ta vrste žužkojedov še ni dobro raziskana, tenreki so zelo ogroženi. Tenreki imajo bodečo kožo, podobno ježu. Povsem sličen ježu pa je ježasti tenrek.

## Ježi
Jež (znanstveno ime Erinacidae). Obstajajo le dve družini ježev. Prva je v J. Aziji imenovana dlakavi jež (med največjimi žužkojedi, saj zrastejo do 2 kg.) in druga je imenovana bodičasti jež. Prvi nimajo bodic imajo pa podoben smrček bodičastemu ježu.
Bodičasti ježi so doma iz Afrike in Evrazije. Kot že ime pove so ti žužkojedi pokriti z bodicami, razen po smrčku, nogicah in trebuhu, kjer jih pokriva dlaka. To so najbolj ranljivi deli ježa, katere ob nevarnosti skrije v klobčič. Tako kot večina žužkojedov se tudi ježi hranijo z nevretenčarji predvsem polži lazarji, poleg tega tudi žuželkami in njihovimi ličinkami, mišjih mladičev, ptičjimi jajci. Veliko ježevih življenj ugasne ravno na cestah, medtemko prečkajo cesto.

## Ploskorili žužkojedi
Ploskorili žužkojedi (znanstveno ime Solenodontidae). Ta družina žužkojedov (obstajajo dve vrsti ploskorilih žužkojedov) živijo izključno le na Kubi in Hispanioli v Karibskem otočju. Ta vrsta žužkojedov je zelo podobna zgoraj opisanim rovkam, vendar so večje, saj lahko zrastejo do 1 kg. Prehranjujejo se z žuželkami, manjši plazilci in perutnino. Obe vrsti sta zaščiteni, vendar sta še vedno ogroženi zaradi poseke gozdov ter mačk in psov, ki plenijo njihova življenja.

## Rilčasti skakači ali rilčaste rovke
Znanstveno ime je Macroscelididae, sem spada 15 vrst zelo nenavadnih živali, zato jih nekdaj niso uvrščali v red žužkojedov. Sedaj zoologi te živali, zaradi podobnosti zobovja uvrščajo v rod žužkojedov. Te vrste živali živijo samo v Afriki. Poimenovali so jih zaradi dolgega in gibljivega smrčka. Največji je pisani rilčasti skakač iz osrednje Afrike, ki zraste tudi do 50 cm dolžine. Zaradi dolgega in gibljivega nosu lahko brska marsikje. Prehranjuje se z mravljami, termiti in ličinkami hroščev. Rilčasti skakač so tudi odlični gostitelji malarije, ker se le ta ne prenaša na človeka so rilčasti skakači odlični poskusni zajčki za razne medicinske raziskave in poizkuse.